# Новая Кочубеевка
Новая Кочубеевка (укр. Нова Кочубеївка) — село,
Новокочубеевский сельский совет,
Чутовский район,
Полтавская область,
Украина.
Код КОАТУУ — 5325482601. Население составляет 425 человек. Население по переписи 2001 года составляло 536 человек.
Является административным центром Новокочубеевского сельского совета, в который, кроме того, входят сёла
Первозвановка и
Подгорное.

## Географическое положение
Село Новая Кочубеевка находится на берегу реки Свинковка,
выше по течению примыкает село Первозвановка,
ниже по течению на расстоянии в 0,5 км расположено село Лысовщина.
Рядом проходит железная дорога, станция Кочубеевка в 1-м км.

## Объекты социальной сферы
- Школа.